# Ferran Barenblit
Ferran Barenblit (Buenos Aires, 1968) és un comissari d'exposicions i director de museu català d'origen argentí.
Ferran Barenblit fou director del Centre d'Art Santa Mònica de Barcelona entre 2003 i 2008 primer i del CA2M Centro de Arte Dos de Mayo de la Comunitat de Madrid després. Ha estat director del MACBA. Museu d'Art Contemporani de Barcelona entre els anys 2015 i 2021.

## Biografia
Ferran Barenblit va estudiar Història de l'art a la Universitat de Barcelona (1991) i Museologia a la New York University (1995).
En el període comprès entre 1994 i 1996, va ser assistent curatorial a The New Museum, Nova York, on va treballar directament amb la seva directora, Marcia Tucker. Entre 1996-1998 i 2000-2001 va ser comissari de l'Espai 13 de la Fundació Joan Miró. Com a responsable d'aquesta sala de projectes va organitzar una quinzena d'exposicions, incloent els cicles Anatomies de l'ànima (1996-1997), al voltant de temes com el cos, l'abjecció i l'alteritat, i Cercles invisibles (1997-1998), treballant els conceptes d'espai, paisatge i hàbitat contemporanis. També va col·laborar amb Frederic Montornés i Mònica Regàs en Per a tots els públics el cicle que celebrava els 25 anys de la Fundació Joan Miró.
A les sales temporals de la Fundació Joan Miró va comissariar Ironia (2001), que, entre altres qüestions, posava en dubte els rols de l'artista i els cànons tradicionals de la història de l'art i mostrava el radical canvi de l'art des de la dècada de 1960.
Entre 2002 i 2008 Barenblit va ser director del Centre d'Art Santa Mònica, l'espai que el Departament de Cultura de la Generalitat de Catalunya dedicava a l'art més actual. Al llarg d'aquells anys, el Centre d'Art Santa Mònica va presentar projectes específics d'artistes nacionals i estrangers, entre els quals destaquen Martí Anson, Alicia Framis, Christian Jankowski, Dora García, Jiri Kovanda, Maria Nordman, Esther Partegàs i Fernando Sánchez Castillo.
Després d'una polèmica dimissió al CASM, entre 2008 i 2015 ha estat director del CA2M Centro de Arte Dos de Mayo de la Comunidad de Madrid. El CA2M es va inaugurar aquell any a Móstoles, a l'àrea metropolitana de Madrid, com un museu viu, en contacte amb la seva audiència i amb una intensa oferta d'exposicions, activitats públiques, programa educatiu i publicacions. Algunes de les exposicions més destacades que va comissariar durant aquest període són: David Bestué i Marc Vives: Cisnes y ratas (2009), Leopold Kessler (2009), Walead Beshty (2011), Aernout Mik, Wilfredo Prieto, Halil Altindere, Los Torreznos, Raqs Media Collective i Jeremy Deller.
Al mes de juliol de 2015 va ser escollit director del MACBA. L'acta de la Comissió d'experts per a proveir la plaça va assenyalar "la solvència de la seva formació acadèmica i professional", "el seu coneixement, valoració i diagnòstic –precís, acurat i realista, i alhora entusiasta– de la situació actual de la institució, que inscriu perfectament en el context global, nacional i local", "l'encert en la presentació d'un projecte rigorós, precís i molt clar" i "el paper atorgat en el seu projecte a la consideració del treball d'intermediació amb els públics".

## Ideologia
Ferran Barenblit entén la funció del museu no únicament com a depositari de l'art contemporani, sinó també com la d'establir ponts entre l'art i els espectadors, donant lloc a una implicació activa de l'espectador i anant molt més enllà del d'un simple espai d'exhibició i difusió d'obra. El paper del curator és el d'aconseguir respondre a les necessitats del públic que la va a visitar, així com la d'educar la seva sensibilitat. El museu ha de generar diàleg amb els visitants, i ha de ser un punt de trobada entre allò individual i allò social. Ha d'aconseguir obrir un espai de debat crític, de plantejament i de qüestionament de la realitat, demostrant que l'art pot ser un actor cultural molt intens.

## Publicacions
- Barenblit, Ferran. Anatomies de l'ànima.  Barcelona: Fundació Miró, 1997 [Consulta: 12 abril 2013].
- Barenblit, Ferran. Cercles Invisibles.  Barcelona: Fundació Miró, 1998.
- Barenblit, Ferran. Ironia.  Barcelona: Fundació Miró, 2001. ISBN 84 932159 0 2.